# Глухов, Виктор Александрович
Ви́ктор Алекса́ндрович Глу́хов (род. 20 декабря 1946, Москва, СССР) — советский и российский живописец. Народный художник РФ (2007). Академик Российской академии художеств (2007; член-корреспондент 2001), член Президиума РАХ (с 2009 года). Председатель Правления Московского Союза художников (с 2013 года).

## Биография
Родился 20 декабря 1946 года в Москве 
В 1973 году окончил художественно-графический факультет Московского государственного педагогического института. Учителями были В. П. Ефанов, А. П. Суровцев, В. А. Дрезнина, Ю. Е. Виноградов.
В 1976 году вступил Союз художников СССР. С 1997 г. становится заместителем Председателя правления РОО «Московский Союз художников» (МСХ).
С 2001 года является Председателем правления Товарищества живописцев МСХ.
- Член рабочей группы Комиссии при Президенте Российской Федерации по государственным наградам и рассмотрению вопросов присвоения почетного звания «Народный художник Российской Федерации»[источник?]
- Член Комиссии по премиям города Москвы в области литературы и искусства.[источник?]

В 2009 году стал членом Президиума РАХ.

## Семья
Жена — И. М. Глухова (род. 1953), заслуженный художник РФ, академик РАХ.
- Сыновья-близнецы: Александр[2] и Максим[3] (род. 1975), художники, члены МСХ, члены-корреспонденты РАХ.

## Коллекции
Работы Виктора Глухова хранятся в собрании Государственной Третьяковской галереи, в коллекции Московского музея современного искусства, в Российской академии художеств. Также картины художника можно увидеть в Краснодарском краевом художественном музее имени Ф. А. Коваленко, в Калужском музее изобразительных искусств, в Читинском областном художественном музее, в Ставропольском краевом музее изобразительных искусств, в Томском художественном музее, в Переславском историко-художественном музее, в Серпуховском историко-художественном музее, в Ульяновском областном художественном музее, в Ярославском художественном музее, в Боровской картинной галерее им. Прянишникова, в собрании «Союза художников России», в частных коллекциях

## Выставки
Международные групповые выставки:

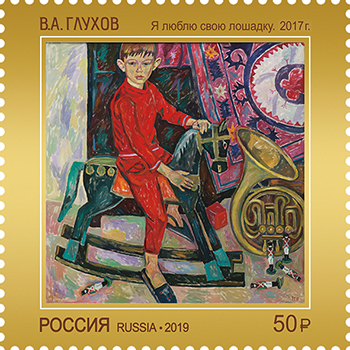
Почтовая марка, 2019 год. В. А. Глухов. «Я люблю свою лошадку». 2017 г.

- 1985 — Выставка советского искусства в Барселоне
- 2013 — Международная выставка «Пластовская осень — 2013» (г. Ульяновск)
- 2014 — Выставка-аукцион Sothby’s в Лондоне

Персональные выставки:
- 1996 — Персональная выставка «Виктор Глухов. Живопись» (ЦДХ)
- 2002 — Персональная выставка (Галерея живописного искусства ТЖ МСХ)
- 2006 — Выставка в залах МСХ на Кузнецком мосту, совместно с Глуховой И. М.
- 2011 — Персональная юбилейная выставка «Мастерская» в Российской академии художеств
- 2011 — Персональная юбилейная выставка в ЦДХ
- 2021—2022 — ГТГ. Виктор Глухов. Живопись. К 75-летию художника[5]

Групповые российские выставки:
- 2014 — Организатор выставки «Дары московских художников Ульяновскому областному художественному музею» (Галерея живописного искусства ТЖ МСХ)
- 2014 — «Московские живописцы в Липецком художественном музее»
- 2014 — «Метафизика. Дверь, окно, зеркало» (Московский Дом художника, Кузнецкий мост, 11) и др.
- 2017 — Выставка «Вместе» в Галерее Российской Академии Художеств совместно с супругой Ириной и сыновьями Максимом и Александром.

## Награды
- Орден Дружбы (2019)[6]
- Медаль «В память 850-летия Москвы» (1997)
- Народный художник Российской Федерации (2007)
- Заслуженный художник Российской Федерации (1997)
- Премия Правительства Российской Федерации в области культуры (2022)[7]
- Орден «За вклад в культуру» (2010)
- Лауреат Премии г. Москвы в области литературы и искусства (2012)
- Орден «Польза, честь, слава» (2012)
- Медаль «За выдающийся вклад в изобразительное искусство» (2011)
- Золотая медаль ВТОО «Союз художников России» им. В. И. Сурикова (2011)
- Медаль Московского отделения ВТОО СХР (2011)
- Серебряная медаль Российской академии художеств (2002)
- Медаль «Достойному» Российской академии художеств (2006,2017 гг.)
- Орден Российской академии художеств «За служение искусству» (2011)
- Медаль «За заслуги перед Академией» (2012)
- Золотая медаль Российской академии художеств (2013, 2017 гг.),
- Диплом РАХ (2016)
- Медаль «Достойному» РАХ (2017 г.)[8]